# Orlymanita
L'orlymanita és un mineral de la classe dels silicats que pertany al grup de la girolita. Va ser anomenada en honor d'Orlando Hammond Lyman (1903-1986), el fundador del museu d'història natural Lyman House Memorial Museum de Hilo.

## Característiques
L'orlymanita és un fil·losilicat de fórmula química Ca₄Mn₃Si₈O20(OH)₆·2H₂O. Cristal·litza en el sistema hexagonal en forma de cristalls fibrosos, amb les fibril·les paral·leles a [1000], formant esferes, de fins a 3 mm; també pot aparèixer en forma d'agregats botroidals irregulars. La seva duresa a l'escala de Mohs és de 4 a 5.
Segons la classificació de Nickel-Strunz, l'orlymanita pertany a «09.EE - Fil·losilicats amb xarxes tetraèdriques de 6-enllaços connectades per xarxes i bandes octaèdriques» juntament amb els següents minerals: bementita, brokenhillita, pirosmalita-(Fe), friedelita, pirosmalita-(Mn), mcgillita, nelenita, schal·lerita, palygorskita, tuperssuatsiaïta, yofortierita, windhoekita, falcondoïta, loughlinita, sepiolita, kalifersita, gyrolita, tungusita, reyerita, truscottita, natrosilita, makatita, varennesita, raïta, intersilita, shafranovskita, zakharovita, zeofil·lita, minehil·lita, fedorita, martinita i lalondeïta.

## Formació i jaciments
L'orlymanita va ser descoberta a la mina Wessels, Hotazel, al camp de manganès de Kalahari (Cap Septentrional, Sud-àfrica) en forma de filó mineral en una mena de manganès. També ha estat descrita a la mina N'Chwaning II, a Kuruman, al mateix camp de manganès de Kalahari.
Sol trobar-se associada a altres minerals com: inesita, hematita i calcita.